# Лапковцы
Лапковцы (укр. Лапківці) — село в Хмельницком районе Хмельницкой области Украины.
Население по переписи 2001 года составляло 278 человек. Почтовый индекс — 31330. Телефонный код — 382. Занимает площадь 1,55 км². Код КОАТУУ — 6825087102.

## Местный совет
31330, Хмельницкая обл., Хмельницкий р-н, с. Редкодубы, ул. Мурого, 19